# Ludwig J. Triest
Ludwig J. Triest (1957) es un investigador, botánico y taxónomo belga, y especialista en limnología

## Biografía
Obtuvo sus estudios superiores en la Universidad Vrije de Bruselas.

## Algunas publicaciones
- taita Terer, a.m. Muasya, f. Dahdouh-Guebas, g. Ndiritu, l. Triest. 2012. Integrating local ecological knowledge and management practices of an isolated semi-arid papyrus swamp (Loboi, Kenya) into a wider conservation framework. J. of Environmental Management 93: 71-84

- --------------, l. Triest, a.m. Muasya. 2012. Effects of harvesting Cyperus papyrus in undisturbed wetland , Lake Naivasha, Kenya. Hydrobiologia 680: 135-148

- l. Triest, t. Sierens. 2012. Is the genetic structure of Mediterranean Ruppia shaped by bird-mediated dispersal or sea currents? Aquatic Bot. DOI 10.1016/j.aquabot.2011.09.009

- -----------, h. Lung’ayia, g. Ndiritu, a. Beyene. 2012. Epilith diatoms as indicators in tropical African rivers (Lake Victoria catchment). Hydrobiologia

- s. De Backer, s. Teissier, l. Triest. 2012. Stabilizing the clear-water state in eutrophic ponds after biomanipulation: submerged vegetation vs. fish recolonization. Hydrobiologia DOI 10.1007/s10750-011- 0902-2

- abebe Beyene, yared Kassahun, taffer Addis, fassil Assefa, aklilu Amsalu, worku Legesse, kelmut Kloos, ludwig Triest. 2012. The impact of traditional coffee processing on river water quality in Ethiopia and the urgency of adopting sound environmental practices. Environmental Monitoring & Assessment DOI 10.1007/s10661-011-2479-7 116

### Libros
- l. Triest. 2010. Pond Conservation in Europe. Developments in Hydrobiology 210. Con Beat Oertli, Jeremy Biggs, Régis Céréghino. Ed. ilustr. de Springer Sci. & Business Media, 394 pp. ISBN 9048190886, ISBN 9789048190881

- -----------. 2007. Special Issue: Proceedings of the International Symposium on Aquatic Vascular Plants, Brussels, 11-13 January 2006. Belgian J. of botany 140. Ed. Royal Bot. Soc. of Belgium, 139 pp.

## Honores

### Membresías
- Flanders Marine Institute
- International Society for Mangrove Ecosystems